# 古山城 (下野国)
古山城（こやまじょう）は、栃木県日光市小林にあった日本の城。

## 概要
古山城は鎌倉時代に和田義盛の三男でその武徳で知られた朝比奈義秀が篭った城と伝えられる。
和田合戦で和田義盛が戦死し和田一族が四散すると、朝比奈義秀は自領の安房国朝夷（あさひな）に戻ったことが知られているが、伝承によると義秀はさらに日光の轟城に立て篭る畠山重慶を頼って鬼怒川を上り、当地に城郭を築いて古山城（小山城）とした。
築城年は不明であるが、和田合戦が1213年で東海寺が甥（孫）の円覚によって建立されたのが1230年と伝えられていることから、これらの伝承に基づくと1215年から1225年の間頃が築城年であろう。
この地域はもともと下野宇都宮氏一族ないし日光山の勢力下にあり、伝承の和田一族がその後どのような経緯を辿ったのか不明である。日光市塩野室には域内に住む和田姓の家々は和田一族の流れを汲むと伝えられているようである。
戦国時代の末期には、宇都宮国綱の家臣君島弥六郎が城主となっており、慶長2年（1597年）10月13日、宇都宮氏の改易とともに廃城になったと考えられている。
現在は、三日月のように連なる連郭式の曲輪と横堀と堀切、土塁が残されている。